# Der Adler, die Wildsau und die Katze

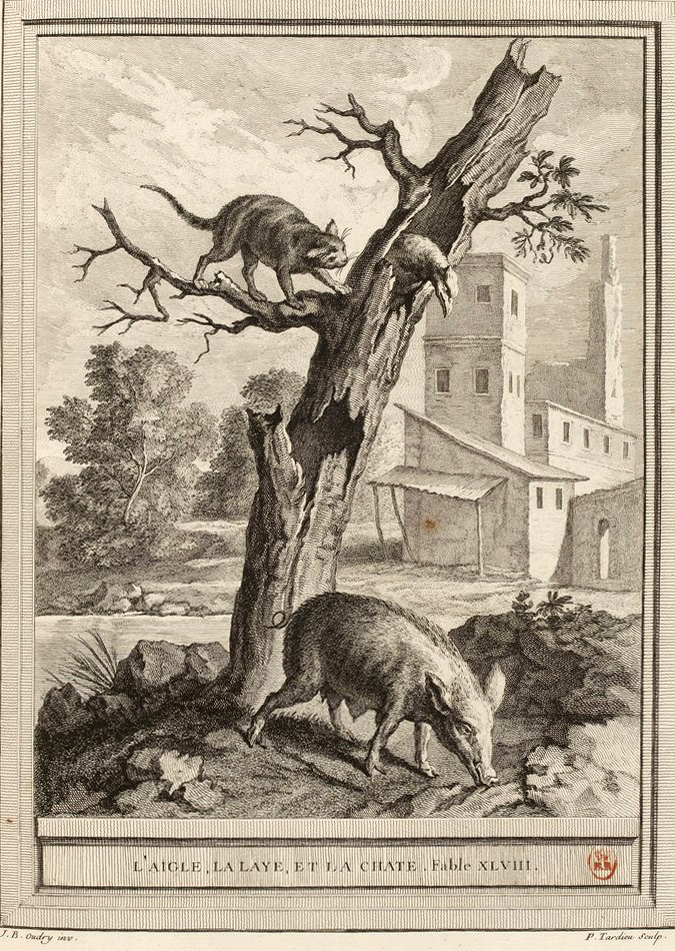

Der Adler, die Wildsau und die Katze (französisch: L’Aigle, la Laie et la Chatte) ist die sechste Fabel im dritten Buch der Fabelsammlung des französischen Dichters Jean de La Fontaine. Der Fabulist gibt hier eine Fabel des Äsop auf seine eigene Art wieder.
Drei Tiermütter und ihre Jungtiere leben zusammen in einer Eiche: hoch oben im Wipfel ein Adler, im mittleren Raum eine Katze und in den Wurzeln ein Wildschwein. Eines Tages klettert die Katze in den Horst des Adlers und erzählt ihm, die Wildsau beabsichtige, die Wurzeln der Eiche zu unterhöhlen, damit der Baum umfalle und sie die Kinder der anderen Mitbewohner auffressen könne. Dann schlich sie sich zur Wildsau und riet ihr, ja nicht den Bau zu verlassen, weil der Adler nur darauf warte, sich auf die Frischlinge herabzustürzen und sie zu fressen. Die Katze versetzte die beiden dermaßen in Angst und Schrecken, dass sie es nicht wagten, ihre Kinder alleine zu lassen, was zur Folge hatte, dass Adler und Wildschwein sowie deren Kinder alle miteinander verhungerten – zur Freude der Katze. Die Moral am Ende der Fabel:
Welch Unheil ist nicht schon der Bosheit falscher Zungen

Und schlauer Niedertracht entsprungen!

Von dem Übel mancherlei,

Das Pandorens Büchs’ entstammte,

Ist das mit vollstem Recht von aller Welt verdammte,

Wie mir scheint, die Schurkerei.
Übersetzer: Ernst Dohm

## Analyse
La Fontaine, der die traditionelle Rahmenerzählung sowie die formale Fabelform ohne große Änderungen aufrechterhält, machte aus einer konventionellen Fabel eine selbstwertige Vers-Erzählung, die in einer epigrammatischen Pointe kulminiert. Durch gezielte Zusätze zu Beginn der Fabel, wo zunächst das friedliche Zusammenleben von Adler und Wildschwein geschildert wird, hebt der fünfte Vers («La Chatte détruisit par sa fourbe l’accord») diesen Zustand wieder auf und lenkt die Aufmerksamkeit auf das schurkenhafte Vorgehen der Katze. Der verschwörerische Ton der Katzenrede impliziert, dass mütterliche Fürsorge eine einzigartig feinfühlige und äußerst selbstlose Emotion ist; Mutterliebe ist die gleiche bei Adlern oder Katzen und auch bei Wildschweinen (wobei bei letzteren vorausgesetzt werden kann, dass sie in der Fabel einen geringeren Sozialstatus haben). La Fontaine war ein gewissenhafter Egalitarist. Ein König unterscheidet sich zwar von einem gewöhnlichen Menschen; dies bedeutet nicht, dass der eine besser oder weiser ist als der andere. Wenn der menschliche Egoismus nicht durch königliche oder aristokratische Privilegien geschützt ist, wird er in andere Kanäle gezwungen: Gier, Neid, Angst. La Fontaine zeigt, dass keine Form des Egoismus der anderen vorzuziehen ist.
La Fontaines Lesern muss klar gewesen sein, dass viele Menschen aufgrund von falschen Zeugnissen hingerichtet wurden. Auch der Schutzpatron von La Fontaine, Nicolas Foucquet, der lebenslang inhaftiert war, war – wie seine Freunde glaubten – ein Opfer falschen Zeugnisses.